# Монреальский французский
Монреальский французский (фр. Le français montréalais) представляет собой один из наиболее хорошо изученных говоров (тополектов) французского языка в Квебеке. В его основе лежит речь французских колонистов XVII—XVIII веков, ориентировавшаяся на языковые нормы дореволюционного Парижа (так называемое парижское койне). Монреальский французский является ядром так называемого западного наречия (parler de l’Ouest), которое во времена Новой Франции распространялось до Детройта. После британского завоевания Квебека выше по течению реки монреальский говор был вытеснен английским языком. С другой стороны, в XIX веке монреальский говор значительно расширил свою территорию в ходе колонизации соседних регионов (к югу и северо-западу от города) франкоязычными выходцами из окрестностей Монреаля. В настоящее время, в связи с тем, что в Монреальской агломерации проживает почти половина населения Квебека, многие черты монреальского произношения (дифтонгизация гласных и палатализация согласных) начинают проникать и в восточные наречия, где эти черты до начала 1990-х не наблюдались. Вместе с тем и сам монреальский говор не статичен: в нём постоянно происходят различного рода изменения.

## История формирования
По-видимому, в основе явлений, приведших к обособлению наречий внутреннего Квебека от говоров ниже по течению реки, лежит креолизация, которой французский язык начал подвергаться по мере продвижения французских колонистов вглубь материка вверх по течению р. Св. Лаврентия. В контактах с местным автохтонным населением до начала массовой французской колонизации в р-не Труа-Ривьер сформировался креольский язык магуа, влияние которого усиливалось к западу.
После катаклизмов связанных с британским завоеванием Новой Франции в 1759 году в Монреале осталось лишь около 5 000 франкофонов. В связи с отъездом французских дворян, купцов и военных, в городе остались представители преимущественно крестьянского и рабочего сословий, а также небольшая группа священников, взявших на себя образовательные и просветительские функции. Именно по их настоянию, в старомонреальском произношении до середины XX века культивировалась самая яркая его черта — раскатистая латинская /r/, которую позднее заменила заднеязычная [ʁ]. В современном Монреале раскатистую /r/ можно изредка услышать в речи коренных монреальцев старше 50 лет. Мигранты из регионов её не усваивают.
В британскую эпоху, в связи с низким образовательным уровнем франкоязычного населения и его низким социальным статусом, на формирование монреальского французского оказал влияние местный рабочный социолект (базилект) жуаль, впитавший в себя большое количество англицизмов и калек из английского языка.

## Отличительные черты
- Наиболее яркой отличительной чертой современного монреальского произношения является стойкая дифтонгизация закрытой ê: baleine [balɛ̃ːn] > [balaɛ̯n]; arrête > [aʁaɛ̯t].
- Переход -age в [ɑɔ̯ʒ], а -eur в [œɔ̯ʁ].
- Замена фонемы [ɛ] на [e] перед глухими (чаще удвоенными) согласными /ch, ff, ph, s, t/: mettons [mɛ.tɔ̃] > [me.tɔ̃]; pêcher [pɛ.ʃe] > [pe.ʃe].
- Более частое произношение буквы /r/ как альвеолярной [r] вместо увулярной [ʁ].
- Поддержание долготы гласных /i, y, u/ перед удлиняющими согласными /v, z, ʒ, vʁ/ (livre, église, tige).
- Выпадение /l/ в опред. артиклях и клитиках (à (la) gare, j'(la)a connais).
- Максимальное приближение произношения англицизмов к их англо-американским аналогам: hamburger > [ambɚɡɚ], short > [ʃɔɹt], barbecue > [bɑɹbɪkju], и т. д.